# Gung Ho!
Pour les articles homonymes, voir Gung Ho.
Pour plus de détails, voir Fiche technique et Distribution.
Gung Ho! (titre complet en anglais : Gung Ho!: The Story of Carlson's Makin Island Raiders) est un film de guerre américain réalisé par Ray Enright, sorti en 1943. 
Le scénario est basé sur le raid sur l'île Makin effectué par le 2e bataillon des Raiders du Corps des Marines des États-Unis en 1942.

## Synopsis
La première réplique militaire à l'attaque japonaise de Pearl Harbor : un coup de main de marines américains sur une île, après un transport pénible à bord de sous-marins. Le temps du transport est l'occasion de présenter l'entraînement et les motivations diverses des Marines. Le coup de main effectué, les Marines ne restent pas sur l'île, mais rembarquent dans les sous-marins.

## Fiche technique
- Réalisateur : Ray Enright
- Producteur : Walter Wanger
- Scénario : Lieutenant W. S. LeFrançois (à partir de son article We Mopped Up Makin Island dans le Saturday Evening Post), Lucien Hubbard
- Narrateur : Chet Huntley
- Musique : Frank Skinner
- Photographie : Milton Krasner
- Montage : Milton Carruth
- Conseiller militaire : lieutenant colonel Evans Carlson
- Producteur : Walter Wanger
- Société de production : Walter Wanger Productions
- Société de distribution : Universal Studios
- Pays de production :  États-Unis
- Langue originale : anglais américain
- Budget : 866 898 $[2]
- Produit financier : 2 176 489 $[2]
- Genre : guerre
- Durée : 88 minutes
- Dates de sortie :
  - États-Unis : 20 décembre 1943
  - France : 22 août 1945[3]

### Entre fiction et histoire
- Quand le producteur Walter Wanger obtient les droits d'exploitation de l'histoire du raid sur Makin d'après le récit de LeFrançois, le Lieutenant Albert J Bolton, représentant la Navy, réclama qu'il n'y fût point fait mention de Carlson ni de son adjoint James Roosevelt[4]. Le scénario présente donc un personnage de fiction, le Colonel Thorwald, sans lui adjoindre de second. En revanche, deux personnages ne sont pas fictifs : le lieutenant d'origine grecque joué par J. Carrol Naish (en réalité John Apergis), ainsi que le sergent Victor "Transport" Maghikian qui survécut à la guerre. Certaines anecdotes du film ne correspondent pas à la réalité mais sont du cru de Carlson, à la demande de Wanger[5].
- Comme pour beaucoup d'autres films à propos du corps des Marines, le tournage a eu lieu en partie au centre d'entraînement des Marines de San Diego et au Camp Pendleton avec des conseillers militaires et techniques du corps des Marines ; les Japonais sont joués par des figurants chinois ou philippins[6].
- Quelques échos des méthodes peu orthodoxes de Evans Carlson se retrouvent dans le film, quand Thorwald ordonne que les officiers ne portent pas les insignes de leur rang et n'aient aucun privilèges pendant l'entraînement, le transport et la mission (« "I will eat what you eat and sleep where you sleep" ». Également, le moment de discussion du plan d'action par chaque homme de l'unité correspond aux "Gung Ho Sessions" inspirées des techniques de guérilla que Carlson avait observées en Chine.

## Distribution
- Randolph Scott : colonel Thorwald
- Alan Curtis : John Harbison
- Noah Beery Jr. : caporal Kurt Richter
- J. Carrol Naish : lieutenant C.J. Cristoforos
- Sam Levene : sergent Leo 'Transport' Andreof
- David Bruce : Larry O'Ryan
- Richard Lane : capitaine Dunphy
- Walter Sande : McBride
- Louis Jean Heydt : lieutenant Roland Browning
- Robert Mitchum : 'Pig-Iron' Matthews
- Rod Cameron : Rube Tedrow
- Grace McDonald (en) : lieutenant Kathleen Corrigan
- Milburn Stone : Cmdr. Blake
- Peter Coe : Kozzarowski
- Harold Landon : Frankie Montana
- Irving Bacon : Harry, monsieur Hamburger
- Eddie Coke : administratif
- Dudley Dickerson : sous-marinier

## Source de la traduction
- (en) Cet article est partiellement ou en totalité issu de l’article de Wikipédia en anglais intitulé « Gung Ho! (1943 film) » (voir la liste des auteurs).